# سارا پرز
سارا پرز (به انگلیسی: Sara Pérez) (زادهٔ ۱۲ ژانویهٔ ۱۹۸۸) شناگر اهل اسپانیا است.